# Андрезен, Фёдор Фёдорович
Фёдор Фёдорович Андрезен (1806 — не позднее 1880) — российский художник XIX века.

## Биография
Родился 4 сентября 1806 года в городе Ревеле в мещанской семье местного живописца, что во многом и определило его дальнейшую судьбу.
Поступил в Императорскую Академию художеств, где показал довольно хорошие результаты, получив две серебряные медали за рисунки с натуры в 1825 и 1826 году и вторую золотую в 1827 году за исполнение программы «Подвиг молодого киевлянина». 
По окончании курса в том же году с аттестатом Первой степени, Ф. Ф. Андрезен был оставлен при ИАХ для «усовершенствования в живописи», однако через два месяца был уволен «за дурное поведение». 
В 1836 году Андрезен просил о принятии его в число братии Деревяницкого монастыря в Великом Новгороде.
Скончался до 1880 года.